# Yasna

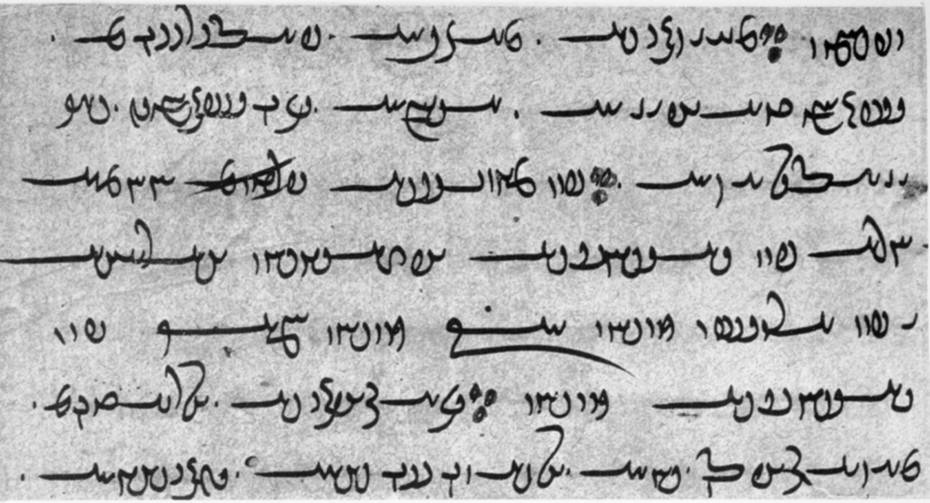
Yasna 28.1, Gatha Ahunavaiti (Bodleian Library MS J2).

Yasna (avéstico para "sacrificio" o "adoración") es el nombre de la principal colección litúrgica de textos del Avesta, así como el principal acto zoroastriano de culto donde se recitan sus versos. El Yasna o Izeshne, es fundamentalmente el nombre de la ceremonia en la que es recitado todo el libro y se llevan a cabo las acciones litúrgicas adecuadas. En su forma normal, esta ceremonia sólo puede llevarse a cabo por la mañana.
Un sacerdote bien entrenado es capaz de recitar todo el Yasna en unas dos horas. Con las extensiones, se tarda alrededor de una hora más. Los capítulos y versículos del Yasna son tradicionalmente abreviado con Y.

## El servicio
El servicio del Yasna, es decir, la recitación de sus textos, culmina en la Ab-Zohr, la "ofrenda a las aguas". La ceremonia del Yasna puede ser prolongada por la recitación del Visperad y el Videvdat.
Como el nombre del servicio, el término Yasna está lingüísticamente (pero no funcionalmente) cognado con el védico Yajna. A diferencia del védico Yajna, el Yasna zoroástrico tiene "que ver con el agua en lugar de con el fuego".

## La liturgia
Los textos del Yasna están organizados en 72 capítulos, también conocidos como hads o has (del avéstico, ha'iti, "corte"). Los 72 temas del Kusti zoroastriano, el cinto sagrado alrededor de la cintura, representan los 72 capítulos del Yasna. La colección incluye los 17 capítulos de los Gathas, los textos más antiguos y sagrados del canon zoroastriano.
Algunas secciones del Yasna aparecen más de una vez. Por ejemplo, el Yasna 5 se repite en el Yasna 37, y el Yasna 63 consta de pasajes del Yasna 15.2, 66.2 y 38.3. La capacidad de recitar el Yasna de memoria es uno de los requisitos previos para el sacerdocio zoroástrico.

## Contenido y organización
Está estructurado en 72 capítulos que se recitan durante la ceremonia del sacrificio del haoma y escrito en avéstico reciente, excepto 17 capítulos, que pertenecen a los Gathas y al denominado Yasna de los siete capítulos, que están en avéstico antiguo o gático.
Los Gathas están agrupados en cinco cantos:
- Yasna 28-34
- Yasna 43-46
- Yasna 47-50
- Yasna 51
- Yasna 53